# St. Paulus (Erding)

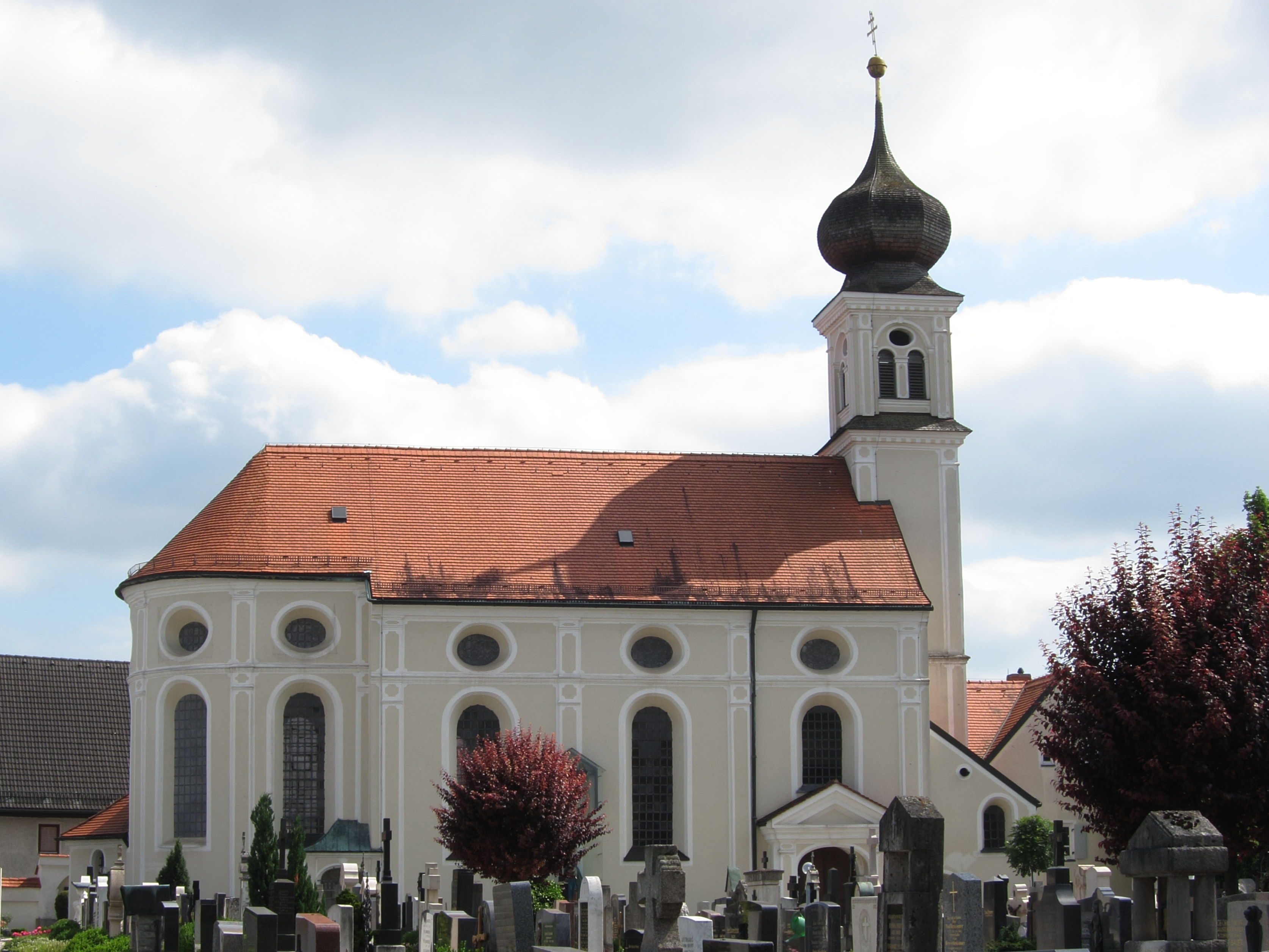
St. Paulus in Erding

Innenraum

Die römisch-katholische Kirche St. Paulus steht auf dem Friedhof von Sankt Paul, einem Gemeindeteil der Großen Kreisstadt Erding in Oberbayern. Sie ist in der Liste der Baudenkmäler in Erding als Baudenkmal unter der Nr. D-1-77-117-89 eingetragen. Die Kirche gehört zum Dekanat Erding im Erzbistum München und Freising.

## Beschreibung
Obwohl die Kirche nicht ursächlich mit dem Friedhof erbaut wurde, bildet sie heute mit diesem ein stimmiges Ensemble.
Die barocke Saalkirche wurde 1699 nach einem Entwurf von Hans Kogler erbaut. Sie besteht aus dem Langhaus, dem eingezogenen, halbrund geschlossenen Chor im Osten, der nach Südosten an den Chor angebauten Sakristei, dem halb in das Langhaus im Westen eingestellten Kirchturm und einem Vorbau an der Südwand des Langhauses, in dem sich das Portal befindet. Das oberste Geschoss des Kirchturms enthält hinter den als Biforien gestalteten Klangarkaden den Glockenstuhl mit zwei Glocken. Darauf sitzt eine Zwiebelhaube.
Die Altarbilder schuf der Südtiroler Maler Johann Egler. Die Deckenmalerei fertigte Martin Irl.
Die hölzerne Kanzel mit einem von gedrechselten Säulen umgebenen Kanzelkorb stammt von dem Schreiner Christoph Eckhard. An den Seiten sind Abbildungen der vier Evangelisten zu sehen, auf dem Schalldeckel steht eine Statue des Hl. Paulus. Auf der Seite gegenüber ist unter dem großen Kreuz eine Darstellung der Mater Dolorosa zu sehen.
An der unteren Emporenwand ist ein barocker Kreuzweg zu sehen.
Die fünfregistrige Orgel auf der oberen Empore erbaute 1904 Franz Borgias Maerz.